# لويس ماسينيون
لويس ماسينيون (25 يوليو 1883 - 31 أكتوبر 1962) باحث كاثوليكي فرنسي متخصص في الإسلام، ورائد في التفاهم المتبادل بين الكاثوليك والمسلمين. وهو شخصية مؤثرة في القرن العشرين فيما يتعلق بعلاقة الكنيسة الكاثوليكية بالإسلام، ولعب دورًا في قبول الإسلام كعقيدة إبراهيمية بين الكاثوليك. شغل عدة مناصب مهمة كمستشار وزارة المستعمرات الفرنسية في شؤون شمال أفريقيا، وكان الراعي الروحي للجمعيات التبشيرية الفرنسية في مصر.

## تعليمه
تعلّم لويس العربية والتركية والفارسية والألمانية والإنكليزية وعني بالآثار القديمة، وشارك في التنقيب عنها في العراق (1907 – 1908) حيث أدى ذلك إلى اكتشاف قصر الأخيضر. درس في الجامعة المصرية القديمة (1913) وخدم في الجيش الفرنسي خمس سنوات خلال الحرب العالمية الأولى. استهواه التصوف الإسلامي فدرس الحلاج دراسة مستفيضة ونشر «ديوان الحلاج» مع ترجمته إلى الفرنسية وكذلك «مصطلحات الصوفية» و«أخبار الحلاج» و«الطواسين»، كما كتب عن بن سبعين الصوفي الأندلسي، وعن سلمان الفارسي. تولى لويس تحرير «مجلة الدراسات الإسلامية» وأصدر بالفرنسية «حوليات العالم الإسلامي» حتى عام 1954.

## ارتباطه الوثيق بفرنسا
رغم الدراسات الكثيرة التي قدمها ماسينيون إلا أن ارتباطاته الفرنسية قد جعلته موضع شبهة. فهناك الكثير من الآراء السلبية عنه وعن تصرفاته وأقواله. وهذا موقف عام من الاستشراق والمستشرقين في أحيان كثيرة. يجب أن لا ننسى أن ماسينيون هو ابن بيئته ومجتمعه ورغم بعض أقواله التبشيرية التي تبدو سمجة وغير مقبولة في يومنا الحاضر إلا أنه قدم أعمالاً أدبية كثيرة، وأعاد اكتشاف الكثير من التراث العربي والإسلامي بتقدير واحترام كبيرين. أما ارتباطه بالاستعمار الفرنسي للشرق العربي وكذلك حملات التطهير للبسطاء والأميين فهو مثار جدل، وقد يكون حقيقياً.

## دراساته وأعماله
درس ماسينيون حياة الحسين بن منصور الحلاج دراسة مستفيضة وله فضل كبير في إعادة اكتشاف ذلك المتصوف الإسلامي. سأورد هنا الصلاة الأخيرة أو صلاة السجن من كتاب «الطواسين» الذي حققه ماسينيون وصدر عام 1913 في باريس باللغتين العربية والفرنسية. هذه الصلاة هي الدعاء الذي تلاه الحلاج عشية تعذيبه في 25 آذار 922 وهناك أربع صيغ لها سأورد منها اثنين.
- الصيغة الأولى:

1. نحن شواهدك نلوذ بسَنا عزَّتك لتبدي ما شئت من شأنك ومشيئتك،
2. أنت الذي في السماء إله وفي الأرض إله،
3. يا مدهِّر الدهور ومصوِّر الصور، يا من ذلَّت له الجواهر، وسجدت له الأعراض، وانعقدت بأمره الأجسام، وتصوَّرت عنده الأحكام،
4. يا من تجلَّى لما تشاء [كما تشاء] كيف شاء مثل التجلِّي في المشيئة لأحسن الصورة [وفي نسخة: «مثل تجليك في مشيئتك كأحسن الصورة»]،
5. والصورة هي الروح الناطقة التي أفردته بالعلم والبيان والقدرة،
6. ثم أَوعزت إلى شاهدك في ذاتك الهوى اليسير،
7. لما أردت بدايتي وأظهرتني عند عقيب كراتي ودعوت إلى ذاتي بذاتي،
8. وأبديت حقائق علومي ومعجزاتي،
9. صاعداً في معارجي إلى عروش أزلياتي، عند القول من بريَّاتي،
10. إني أُحتضَر وأُقتَل وأُصلَب وأُحرَق وأُحمَل على السافيات الذاريات،
11. وإن لذرة من ينبوع مظانِّ هيكل متجلِّياتي لأعظم من الراسيات.
- الصيغة الثانية:

1. نحن بشواهدك نلوذ، وبسَنا عزتك نستضيء، لتبدي ما ثبت من شأنك،
2. وأنت الذي في السماء عرشك، وأنت الذي في السماء إله وفي الأرض إله،
3. [...].
4. تجلَّى كما تشاء مثل تجلِّيك في مشيئتك كأحسن صورة ولا صورة،
5. والصورة فيها الروح الناطقة بالعلم والبيان والقدرة والبرهان،
6. [...].
7. كيف أنت إذا مثلت بذاتي عند عيانك ذاتي،
8. وأظهرت معراج علومي بعجزي،
9. [...].
10. إني أُخِذتُ وحُبِست وأُحضِرت وصُلِبت وأُحرِقت واحتملتْ الزياداتُ أجزائي،
11. وإن ما بقي في معناي متخلياً أعظم من زوال الراسيات.

## الأبعاد الروحية لاستشراق ماسينيون
يذكر ماسينيون أنه قد تعرض للتوقيف من قبل السلطات العثمانية في أيار 1908 واتهم بالجاسوسية وسجن وهدّد بالموت، ويذكر أيضاً نوعاً من الرؤيا الروحية حيث يقول: رأيت ناراً داخلية تحاكمني وتحرق قلبي وكأنني أمام حضور إلهي لا يمكن التعبير عنه، حضور خلاق يوقف إدانتي بصلوات أشخاص غير مرئيين، زوار لسجني، التمعت أسماؤهم فجأة في مخيلتي"، ولأول مرة أصبح قادراً على الصلاة وكانت تلك الصلاة باللغة العربية. حين أفرج عنه بفضل عائلة من العلماء العرب المسلمين في بغداد توسطت له، قرّر أن يلتزم بدراسة الإسلام عميقاً وجدياً. من الأفكار المهمة التي آمن بها ماسينيون كانت فكرة "البَدَليّة": وتفهم كشفاعة الأنبياء والمُخلصين ومثالها "الحلاج" الذي درسه ماسينيون بعمق وأنجز أطروحة الدكتوراه عنه عام 1914، وقد أظهر فيها تطور المراحل في حياة المتصوف عبر التوبة ونكران الذات والتطهر، إلى نوع من تجربة الاتحاد في ذات الله. وقد طبّق على الحلاج فكرة البدلية وهو يرى أن حياة الحلاج وشفاعة موته من أجل أمته تمتد إلى ما بعد إعدامه. واعتبر أن موت الحلاج نوع من الألم البطولي تحمله من أجل الآخرين، منتمياً بذلك إلى سلسلة البدائل أو الشواهد.
أما بالنسبة للإسلام فكان ماسينيون يعتقد أنه تعبير حقيقي عن الإيمان التوحيدي المتحدر من إبراهيم عن طريق إسماعيل، وأن له رسالة روحية إيجابية بتأنيب عبدة الأوثان وإعطاء المسيحيين نموذجاً للإيمان والاستسلام. وكان ماسينيون يهتم بالأماكن التي يستطيع أن يشترك فيها المسيحيون والمسلمون في الصلاة كالقدس ومقام إبراهيم في الجليل ومزار «أهل الكهف السبعة في أفسس».
مع موقفه اللاعنفي «الغانديّ»، أصبح ماسينيون يوسع تضامنه مع البشر حتى أقاصي الأرض، وتوسعت آفاق «البدلية» عنده (وهي كما يعرّفها الجماعة المسيحية المكرسة للشفاعة من أجل الإسلام)، وإن بقيت مؤصلة في نذره مع ماري كحيل في دمياط، وكان الثالث في الجماعة البدلية راهباً اسمه الأب دو بونفيل. استطاع ماسينيون أن يربط بين موقف صديقه ومرشده الأخ شارل دو فوكو وبين خبرة غاندي الروحية والسياسية عبر شهادة الحلاج حيث يرى فيه متصوفاً حاول أن يعطي للبعد الروحي دوراً واضحاً في حياة الأمة الإسلامية. وإن ماسينيون يعد فوكو والحلاج وغاندي بين سلسلة الأبدال في فكرة البدلية.
من علاقات لويس ماسينيون العميقة والمهمة كانت علاقته بالشاعر بول كلوديل وقد تبادل معه الرسائل ومنها رسالة في آب 1908 تدور حول قرار ماسينيون إما اتباع صديقه شارل دو فوكو في الصحراء في حياة مكرسة للصلاة والتوحد في الصحراء مع القبائل العربية، أو متابعة حياة العالِم المنفتح على الآخرين.
عمل ماسينيون عميقاً في نفسه، وبصبر، لتحقيق أمنيته في الانتماء إلى سلسلة البدائل متشوقاً إلى الاستشهاد في الصحراء كصديقه شارل دو فوكو، معيداً للمسلمين ما سبق أن قدموه له (حين سبق وأخلي سبيله ورعته عائلة مسلمة في بغداد) ليصبح من الرجال الذين تستمر شفاعتهم عبر الأجيال ويشكلون تلك السلسلة من النفوس البطولية، أو كما يدعوهم أصدقاء الله، وكما يسمون في المسيحية في مواضع أخرى بشركة القديسين، وإن هذه السلسلة هي العمود الفقري للتاريخ البشري. إن الحلاج بوصفه أحد البدائل قد قبل ظلم مجتمعه وطلب الاستشهاد، وصلب مرفوضاً ومنبوذاً ومهمشاً.. لكنه عبر العصور، رويداً رويداً، تقبّله الوعي الأخلاقي للعالم الإسلامي وها هو يقوم بعمله البَدَلي في حياة الناس بعد قرون طويلة كما في حياة ماسينيون نفسه. إن هذا الإيمان الكوني قد دفع بماسينيون ليقوم بنشاطات اجتماعية كثيرة كزيارة المساجين وتعليم المهاجرين الجزائريين وممارسة الاحتجاج اللاعنفي على تجاوزات الحكم الاستعماري الفرنسي (انطلاقاً من إيمانه بفضيلة الضيافة الإبراهيمية التي يلغيها الوجود الفرنسي، هذه الفضيلة التي تعكس وجود الله في الغريب والمنفي والمضطهد).
لعل تماهي ماسينيون بشخصية الحلاج المتصوف قد وصل قمته ساعة الموت وراح مثله يردد هاتين الآيتين الكريمتين اللتين طالما رددهما في حياته:
- «لن يجيرني من الله أحد» الجن 22
- «يستعجل بها الذين لا يؤمنون بها والذين آمنوا مشفقون منها ويعلمون أنها الحق» الشورى 18.

## قصة أهل الكهف
هي قصة وردت في القرآن في سورة الكهف وفي الأدب المسيحي (وليس في الكتاب المقدس). وهي تحكي عن فتية آمنوا بالله وجاهدوا في سبيله وفضلوا العزلة على ارتكاب الخطيئة. ومختصر القصة أن فتية في زمن سابق قد وحّدوا الله وآمنوا به مخالفين قومهم ولما شعروا بالخطر لجؤوا إلى كهف وباتوا فيه مع كلب لهم. وأراد الله أن يجعلهم آية من آياته، فناموا في كهفهم مدة ثلاثمئة وتسع سنين، ثم بعثهم فأفاقوا من سباتهم واتصلوا بالناس، لكن الزمن قد تغير وإن العملة التي استعملوها كانت قد تغيرت أيضاً فاكتشف الناس الآية وتيقنوا قدرة الله. وهناك اختلاف على موضع الكهف لكن الأبعاد الدينية والروحية والإنسانية أعمق وأهم من الموضع.
لقد اهتم ماسينيون بهذه القصة كنقطة لقاء بين المسيحية والإسلام وقرأ فيها الكثير من المعاني الروحية من حيث غلبة الإيمان، وفكرة الموت والبعث، وبساطة التسليم لقدرة الله، وفضيلة الحياة المشتركة والتعاون والتآخي.

## ليسيه لويس ماسينيون
تخليدا لاسم لويس ماسينيون فقد أطلق اسمه على إحدى مدارس الليسيه - الثانوية الفرنسية - وهي بالتحديد (ليسيه لويس ماسينيون) في العاصمة الإماراتية (أبوظبي) وجاء ذلك عام 1982، علما أن المدرسة تأسست عام 1972 باسم إيكول دي سوسييتيه فرانسيز (مدرسة الجالية الفرنسية)